# أخوند قشلاق (بناجوي الغربي)
أخوند قشلاق (بالفارسية: آخوندقشلاق) هي مستوطنة تقع في إيران في قسم بناجوي الغربي الريفي. يقدر عدد سكانها بـ 4,409 نسمة .